# Dybasia humerosa
Dybasia humerosa är en mångfotingart som beskrevs av Loomis 1964. Dybasia humerosa ingår i släktet Dybasia och familjen Cleidogonidae. Inga underarter finns listade i Catalogue of Life.